# Lazé (langue)
Pour les articles homonymes, voir Laze.
Le lazé (en chinois 木里水田话, mùlǐ shuǐtiánhuà  ou 拉热话 lārèhuà) est une langue tibéto-birmane parlée dans le centre-sud de la province du Sichuan en Chine.

## Localisation géographique
Le lazé est parlé dans le xian autonome tibétain de Muli, rattaché à la préfecture autonome yie de Liangshan.

## Classification
Le lazé constitue avec le na  et le naxi le sous-groupe des langues na. Ce sous-groupe constitue, avec le namuyi et le shixing (xumi), le groupe des langues naïques, au sein des langues na-qianguiques, qui forment une branche des langues tibéto-birmanes.